# Elektromagnetisk prospektering
Elektromagnetisk prospektering är en sammanfattande benämning för prospektering genom användning av elektromagnetisk induktion. En sändare alstrar ett med tid varierande elektromagnetiskt fält vilken inducerar strömmar hos mottagare i marken. Mottagaren alstrar även den ett fält vilket avslöjar ledarens förekomst, t.ex. malm, vatten eller olja. Svenskar som Sture Werner, Alfred Holm, Karl Sundberg och Helmer Hedström har bidragit med fundamental betydelse för området genom kompensator-, turam- och slingrammetoderna.